# Edwardsville (Illinois)
Edwardsville é uma cidade localizada no estado americano de Illinois, no Condado de Madison.

## Demografia
Segundo o censo americano de 2000, a sua população era de 21.491 habitantes.
Em 2006, foi estimada uma população de 24.270, um aumento de 2779 (12.9%).

## Geografia
De acordo com o United States Census Bureau tem uma área de
36,5 km², dos quais 35,9 km² cobertos por terra e 0,6 km² cobertos por água. Edwardsville localiza-se a aproximadamente 163 m acima do nível do mar.

## Localidades na vizinhança
O diagrama seguinte representa as localidades num raio de 12 km ao redor de Edwardsville.